# Anatoma pseudoequatoria
Anatoma pseudoequatoria is een slakkensoort uit de familie van de Anatomidae. De wetenschappelijke naam van de soort is voor het eerst geldig gepubliceerd in 1979 door Kay.